# منتخب توفالو لكرة السلة
منتخب توفالو لكرة السلة (بالإنجليزية: Basketball in Tuvalu)‏ هو ممثل توفالو الرسمي في المنافسات الدولية في كرة السلة 
.